# Jataúba
Jataúba är en kommun i Brasilien.   Den ligger i delstaten Pernambuco, i den östra delen av landet, 1 500 km nordost om huvudstaden Brasília. Antalet invånare är 15 810.
Omgivningarna runt Jataúba är huvudsakligen savann. Runt Jataúba är det mycket glesbefolkat, med 3 invånare per kvadratkilometer.